# Konrad Seeliger
Konrad Seeliger (* 6. Juli 1852 in Nossen; † 2. Juni 1929 in Dresden) war ein deutscher Altphilologe und Gymnasiallehrer.
Nach dem Besuch des Gymnasiums in Bautzen von 1863 bis 1871, wo sein Vater als Direktor tätig war, studierte er an der Universität Leipzig Klassische Philologie. Er wurde Mitglied des Klassisch-Philologischen Vereins Leipzig. 1874 wurde er dort promoviert. Nach dem Staatsexamen lehrte er von 1875 bis 1880 am Gymnasium in Dresden-Neustadt, von 1880 bis 1891 an der Fürstenschule Sankt Afra in Meißen und von 1891 bis 1895 am Gymnasium in Zwickau.
Seeliger war ab 1895 als Direktor des Gymnasiums in Zittau. Von 1905 bis 1913 war er als Referent für das höhere Schulwesen im sächsischen Unterrichtsministerium tätig (als Vortragender Rat, später als Geheimer Schulrat).
Er verfasste u. a. zahlreiche Beiträge zu Wilhelm Heinrich Roschers Ausführlichem Lexikon der griechischen und römischen Mythologie.

## Veröffentlichungen (Auswahl)
- Messenien und der archäische Bund, 1897 Digitalisat